# Virginio Rognoni
Virginio Rognoni (Corsico, Lombardia, 1924. augusztus 5. – Pavia, Lombardia, 2022. szeptember 20.) olasz politikus.

## Életútja
1968 és 1994 között tagja volt a képviselőháznak. 1978 és 1983 között belügy-, 1986–87-ben igazságügy-, 1990 és 1992 között honvédelmi miniszter volt. 2002 és 2006 között az Igazságügyi Főtanács alelnökeként tevékenykedett.

## Fordítás
Ez a szócikk részben vagy egészben  a   Virginio Rognoni című angol Wikipédia-szócikk ezen változatának fordításán alapul.  Az eredeti cikk szerkesztőit annak laptörténete sorolja fel. Ez a jelzés csupán a megfogalmazás eredetét és a szerzői jogokat jelzi, nem szolgál a cikkben szereplő információk forrásmegjelöléseként.